# Overgament
Overgament (ein Wortspiel aus einem Overgarment (Schutzanzug der Bundeswehr) und dem Begriff „Game over“) ist eine deutsche Electronic-/Electronic-Body-Musik-/Industrial-Band aus Bayern (nahe Nürnberg) und besteht aus Tom Wunder, Mario Pförtner und Reiner Keller.

## Bandgeschichte

### Vorgeschichte und Gründung von Overgament
Tom Wunder und Mario Pförtner kennen sich seit Kindertagen, waren zusammen in der Schule und experimentierten in der Freizeit gerne mit allerlei Metallgegenständen auf einem nahegelegenen Schrottplatz. Zu dieser Zeit war alles Klanggebende deren Instrument und prägte schon früh die Klangvielfalt und Klangverliebtheit der beiden. 1978 folgten die ersten „Schrott-Performances“ vor Freunden; in den frühen 1980er Jahren wurde in diversen Schülerbands musiziert. Einige Bands dieser Zeit: „Wir“ (1982), Die Zwei (1984), Desaster Area (1986), Tom Wunder stets am Schlagwerk und Gesang, Mario Pförtner Keyboards (Casio PT-1), Perkussion und Gesang. 1985 war die Zeit für eigene Kompositionen gekommen, und man begann, schroffe Metallklangkollagen aufzunehmen. Zunächst auf handelsüblichen Chrome-Kassetten, später dann im Mehrspurverfahren auf Tascam-4-Spur-Bändern.
Diese Aufnahmetechnik ermöglichte dann, immer weiter ausgefeilte Arrangements zu kreieren. Rasch wuchs das Verlangen, immer neue Klänge zu erschaffen und festzuhalten. Die so erzeugten Klangkollagen, teils mit Gesang, teil instrumental, waren neuartig, es gab nichts Vergleichbares im Umfeld von Tom & Mario; gleichzeitig gab es jedoch wachsendes Interesse bei Menschen, die Gefallen an der Andersartigkeit der Musik hatten, und man beschloss, dem Projekt (1988) einen Namen zu geben.

### Die ersten Veröffentlichungen
Die Gründungszeit sowie die Soundeinflüsse aus Minimal-Elektronik und Industrial-Lärm machen Overgament zum Mitglied der 1. Electronic-Body-Music-Generation (1980–1990), neben Bands wie z. B. „Front 242“, „Nitzer Ebb“ und „Frontline Assembly“. Die Releases waren ausschließlich Tapes, die mit eigenem Artwork versehen bei den Auftritten verschenkt oder später verkauft wurden. Es handelte sich dabei um Kleinstauflagen von bis zu 100 Stück, nummeriert und z. T. auch mit unterschiedlichen Musikstücken und Song-Arrangements versehen. Der Faktor Design/Artwork ist ein mindestens genauso wichtiger Bereich Overgaments wie deren musikalische Ausdrucksformen. Overgament sah sich stets als Gesamtkunstwerk, „das Eine bedingt das Andere“.
Zwischen 1988 und 1992 wurde bewusst kein Kontakt zu Plattenfirmen gesucht; man war mit dem Schaffensprozess beschäftigt.
1990 nahmen Tom Wunder und Mario Pförtner mit R.K. Kontakt auf, der ebenfalls seit vielen Jahren elektronische Musik produzierte, und so entstanden die ersten Demoaufnahmen zu dritt. R.K. brachte vor allem Songstrukturen und Sounddesign in den Prozess ein. 1991 hörte ein kleines Label aus Gütersloh, KM-Musik, von Overgaments Musik und nahm die Band unter Vertrag.
1992 erschien das erste Album „Works“ (Maxi-CD). Die Erstauflage wurde rasch an den Handel abgesetzt, jedoch nicht wieder aufgelegt.

Shooting zur 1. Single „Works“

Shooting zur 1. Single „Works“

1993 bekam Carlos Perón (Ex-Yello-Mitglied) diese CD in die Hand, und man beschloss, gemeinsam ein Album aufzunehmen. Nach fast einjähriger Produktionszeit und einem Wechsel zum Major-Indie-Label Strange Ways Records (Hamburg) und deren Label Dark Star stand Anfang 1994 das Debüt-Album „The Machinery of Destruction“ im Handel. Es folgten einige Label-Tourneen durch Deutschland mit Bands wie
Girls under Glass, Artwork, The Cain Principle und Wolfsheim; auch eigenständig organisierte Tourneen u. a. mit Cat Rapes Dog folgten.
Im selben Jahr begann man mit der Produktion des zweiten Albums „Vulva/Tor zur Welt“, das man mit Carlos Peron und Merlin Monroe (Spartak) in Basel einspielte. Diese Produktion stellte den bislang größten Erfolg Overgaments dar. Auf dem Album enthalten ist das Musikstück „In your Hands“, das es schnell auf viele Kompilationen u. a. mit „Nitzer Ebb“, De/Vision, Goethes Erben, Tangerine Dream, A Split Second, Laibach, Anne Clark, The Normal (Daniel Miller), DAF (Deutsch-Amerikanische Freundschaft), Die Form, Borghesia u. v. m., z. B. die Kopplung „Fashion-Fetish-Fantasies“. oder „A Spark in the Dark“. Der Song „In your Hands“ wurde vom Magazin „New Life“ zum Song des Monats gekürt und als richtungsweisend für das Genre „Synthpop“ bezeichnet.

Shooting zur Titelstory „New Life Magazin“

Das Album „Vulva“ wurde in vier Genres unterteilt:
Definitionen der Arbeits-Phasen:
- 1. Phase (M = Metal Phase) (Songs wie u. a. „Brothers of Doom“, „Burning Crosses“, „Heaven & Steel“)
- 2. Phase (C = Contrast Phase) (Songs wie u. a. „Oh, sweet sweet“, „In your Hands“)
- 3. Phase (R = Remix Phase) (Songs wie u. a. „Feldmonitor C3 – Viet Trance Version“, „Soundfetishism – Full Version“)
- 4. Phase (D = DNA Phase) (Song "Scrapeyard of the Devil/20 Minutes of Hope)

Mit der DNA-Phase beschritt Overgament Neuland und arbeitete hier eng mit Dietmar Schäffer (Dipl. Biologe). an der musikalischen Umsetzung der DNA.
Der Song "Scrapeyard of the Devil/20 Minutes of Hope ist eine Umsetzung des Stoffes „Luziferin“ und deren vier Basen Adenin (A), Guanin (G), Cytosin (C) und Thymin (T).
Diese Basen steuerten das Sequencing der Hauptsounds dieses Songs, die Songlänge von 20 Minuten ist auf die erheblichen Datenmengen zurückzuführen. Der Einfluss biologischer Parameter brachte Overgament wieder einen Schritt im Suchen nach neuen Sounds und Klangfolgen voran. Kontakt und Austausch zu dem Thema hat man auch mit einer namhaften Band „Clock DVA“ die ebenfalls in dem Genre forschten.
1996 erschien das Remix-Phasen-Album "Fuck or What?. Es enthielt Kollaborationen mit Bands wie u. a. Spartak, Carlos Peron, Cicuta Virosa, Taurinbaby.
1998 entschied man sich für ein Abschiedsalbum mit dem Titel „Hello, Good-buy“. was eine Anspielung auf sinkende CD Verkaufszahlen in der Musikszene und dem Aufkommen von diversen Onlinetauschplattformen wie Napster etc. war.
Overgament hat sich durch das Splitten in vier Phasen nun fortan den Bereichen „Contrast Phase“ (noch am ehesten als Synthpop zu definieren) und der DNA-Phase gewidmet.
Während die Erforschung der DNA bis heute anhält und spannender den je ist, gründete man aus der „Contrast Phase“ heraus die Band „Love?“ (Love-Questionmark) offizielle Love?-Website. um der gefühlvollen Seite einen eigenen Namen zu geben.
Overgament ist bis heute aktiv, jedoch ohne regulär auf CD veröffentlichtes Album seit 2000. Overgament veröffentlichte auf diversen Socialplattformen, spezielle Edits ihrer Songs. Es folgten Compilationbeiträge. 2016 werden OVERGAMENT zum ersten Mal in Original Besetzung OVM01, OVM02 und OVM03 einen neuen Song, eine Coverversion von Front 242 – Body To Body für die von Front 242 lizenzierte Compilation „Im Rhythmus Bleiben – A Tribute to Front 242“ beisteuern.

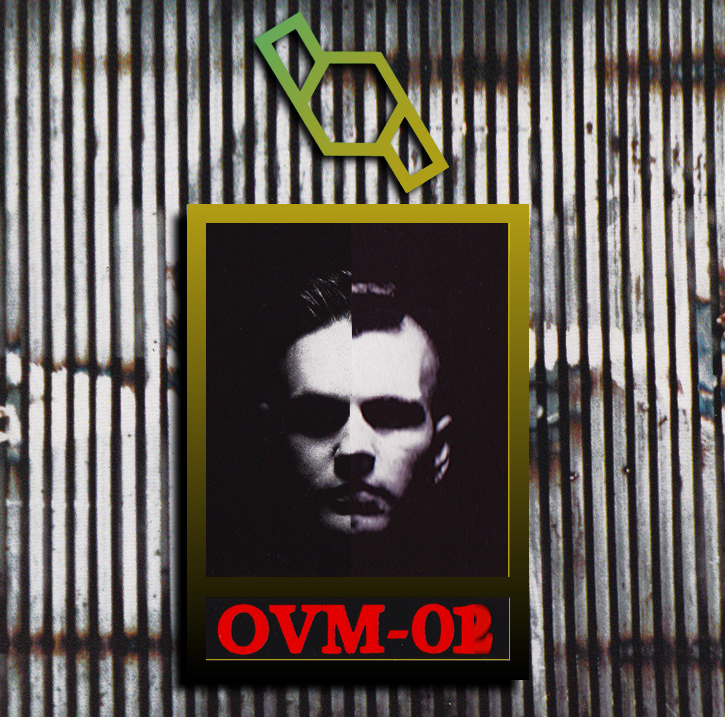
Facebook Veröffentlichung zum Release von „Body To Body“

## Diskografie

### Studioalben
- 1993: The Machinery of Destruction (Dark Star)
- 1994: Vulva/Tor zur Welt (Dark Star)
- 1995: Fuck or What? (Dark Star)
- 1998: Hello, Good-buy! (Hochofen Inc.)
- 2013: The Machinery of Destruction – Remastered (Digital Release, Subculture Records)
- 2014: Vulva – Remastered (Digital Release, Subculture Records)

### Maxi-CD
- 1992: Works (KM-Musik)

### Compilations CD
- 1993: Take Off Music Volume 1 (Track: Stahlkultur, 7.48 Min.)
- 1994: Fashion, Fetish & Fantasies (Track: In Your Hand, 3.04 Min.)
- 1994: Inside Out (Electro-Sounds-Compilation) (Track: Surrounded By Darkness, 7.43 Min.)
- 1995: Fashion, Fetish & Fantasies (Track: In Your Hand, 3.08 Min.)
- 1995: Spark In The Dark (Track: In Your Hand (House Mix), 3.13 Min.)
- 1995: Fetish Soundtracks I (Track: Extract, 5.24 Min.)
- 1995: Neue Gen-erra-tion III : „Güteklasse“ (Track: Feldmonitor C3 (Boiling-Blood-Mix), 3.01 Min.)
- 1995: Electrocity Vol. 6 (Track: In Your Hands, 3.08 Min.)
- 1995: Alternative (Promo) (Track: Heaven & Steel, 3.53 Min.)
- 2013: Der Eisenberg Sampler Vol. 3 (Track: Feldmonitor C3 – Remastered 5.56 Min.)
- 2014: Cultural Differences Vol. 1 (Track: Brothers of Doom – Remastered 4.29 Min.)

### Coverversions
- 2016: Im Rhythmus Bleiben (Track: Body To Body – Coverversion 4.59 Min.)